# Чотоку
Чотоку (長徳) је јапанска ера (ненко) која је настала после Шорјаку и пре Чохо ере. Временски је трајала од 995. до јануара 999. године и припадала је Хејан периоду. Владајући монарх био је цар Ичиџо.

## Важнији догађаји Чотоку ере
- 995. (Чотоку 1): Фуџивара но Мичинага добија титулу удаиџина.[3]
- 996. (Чотоку 2, седми месец): Мичинага постаје садаиџин а Фуџивара но Акимицу удаиџин.[4]